# Алиев, Нурулло Хайруллоевич
Нурулло́ Хайрулло́евич Али́ев (род. 16 октября 1999, Душанбе, Таджикистан) — таджикский боец смешанных боевых искусств, выступающий под эгидой UFC. Первый спортсмен из Таджикистана, который подписал контракт с одной из самых крупных менеджерских компаний в сфере ММА — First Round Management.
Свои сборы он проводит в России, тренируется в московском зале Evolve Gym, а тренировки по вольной борьбе он проводит под руководством Магомеда Гусейнова в Хасавюрте (Дагестан).

## Детство и юность
Нурулло Алиев родился в Душанбе Республики Таджикистан. Рос вместе с сестрой, младшим и тремя старшими братьями. Благодаря старшим братьям пришел в спорт. С самого раннего возраста показал себя активным ребёнком, всегда желая научиться чему-то новому. Для того чтобы усмирить ежедневные попытки подраться в школе, в 12 лет вместе со старшими братьями попал на секцию вольной борьбы под руководством тренера Олимова Абдурозика. В течение 6 лет занимался вольной борьбой, несколько раз становясь победителем городских соревнований, чемпионом республики и даже призёром Азии. Получил звание мастера спорта по вольной борьбе республики Таджикистан.
Однажды Нурулло пришёл поддержать друга на турнире по панкратиону. В команде, на тот момент, не хватало участника весом 77 кг, поэтому предложение подключиться к турниру поступило Алиеву, сидевшему в зале в качестве зрителя. Так Нурулло Алиев провёл 2 боя и стал чемпионом республики. Президент Федерации панкратиона Таджикистана Восе Юсупов отметил потенциал юноши и предложил ему попробовать свои силы на чемпионате Азии. Спустя полтора месяца упорных тренировок Нурулло продемонстрировал победный результат.
Следующим важным этапом в жизни бойца оказался чемпионат мира, где будущий боец мирового класса уступил сопернику в финале. После этого проигрыша Нурулло начал упорно тренироваться и поставил себе цель — взять золото.
«Когда есть цель, можно воплощать свои мечты в реальность» — считает Нурулло. Отец был категорически против смешанных единоборств, запрещая сыновьям заниматься данным видом спорта в силу религиозных запретов. Когда в 2009 году прошёл первый чемпионат республики по смешанным единоборствам, где один из братьев Нурулло, Алишер Алиев, занял первое место, отец узнал об этом только тогда, когда увидел новостной ролик по телевизору в гостях. Придя домой, он запретил занятия этим видом спорта, но будущий чемпион Нурулло, в тайне от отца, под предлогом дополнительных уроков, всё же продолжал ходить на тренировки.

## Единоборства
2017 год — Чемпион Мира по панкратиону (Сочи).
Февраль 2017 года — первое место на World Youth MMA Championships в категории «полусредний вес» (победил Эшполота Темирова из Кыргызстана, Яна Файка из Чехии и Алексея Трофимова из России).
2018 год — начал тренироваться в клубе «Ахмат» Таджикистан под руководством Рачабали Баенова.
4 марта 2018 года — победил Сергея Малыкова единогласном решением судей (турнир «Битва на Волге — 6»).
11 мая 2018 года — победил Расула Мамедбекова (турнир «Битва на Волге»).
23 сентября 2018 года — Чемпион лиги Battle on Volga в лёгком весе. Победил Артура Зайнукова, воспитанника Абдулманапа Нурмагомедова, спустя трёх раундов боя.
После этого триумфа он вернулся на Родину и продолжил усердно тренироваться.
Ноябрь 2018 года — Чемпион мира по панкратиону (Белоруссия).
Запланированный на весну бой с Максимом Труновым на Battle on Volga ‒ 10 не случился по причине травмы Нурулло.
Август 2019 года — победил Рамазана Амирова на Gorilla Fighting Championship ‒ 16.
В декабре спортсмен должен был выступить на GFC-23, но из-за переноса даты и места, он отказался биться с Куатом Хамитовым.
Вплоть до конца 2020 года Нурулло не участвовал в боях. В феврале, в связи с его перевесом, в очередной раз сорвался бой с Анваром Чергесовым. А в сентябре не состоялась встреча с Абдурахманом Алимагомедовым, в этот раз уже из-за травмы дагестанского бойца.
24 декабря 2020 года — победил Александра Гребнёва на Fight Nights Global: Winter Cup.
В рамках турнира памяти Абдулманапа Нурмагомедова, проходившего 17 сентября 2021 года, встретился с россиянином Кириллом Крюковым. Противостояние закончилось в пользу Нурулло единогласным решением судей.
В сентябре 2022 года стал победителем в шоу Даны Уайта, после чего подписал контракт с UFC.
В феврале 2023 года в турнире UFC Vegas 70 победил Рафаэля Алвеса решением большинства судей.

## Статистика
| Боёв 10  | Побед 10 | Поражений 0 |
| -------- | -------- | ----------- |
| Нокаутом | 2        | 0           |
| Решением | 8        | 0           |

## Личная жизнь
Личную жизнь Нурулло Алиев не делает достоянием общественности.